# Свозня
Свозня — село в Гаврилово-Посадском районе Ивановской области России, входит в состав Новосёлковского сельского поселения.

## География
Село расположено в 11 км на северо-запад от центра поселения села Новосёлка и 19 км на северо-запад от райцентра города Гаврилов Посад.

## История
На карте Менде 1850 года обозначена как деревня Свозная.
В конце XIX — начале XX века деревня входила в состав Глумовской волости Юрьевского уезда Владимирской губернии.
С 1929 года село входило в состав Бережецкого сельсовета Гаврилово-Посадского района, с 2005 года — в составе Новосёлковского сельского поселения.

## Население
| 1859 | 1897 | 1905 | 2010 |
| ---- | ---- | ---- | ---- |
| 358  | ↗578 | ↗704 | ↘32  |